# Лондон после полуночи
«Лондон после полуночи» (англ. London After Midnight, 1927) — американский немой художественный фильм режиссёра Тода Браунинга, детектив с элементами фильма ужасов.

## Сюжет
Инспектор полиции Эдмунд Берк (Лон Чейни) расследует странную смерть владельца старинного замка. Выглядит всё так, будто сэр Роджер Бальфур покончил с собой. В конце концов, Берк закрывает дело.
Через несколько лет наследники замка Бальфур вновь вызывают инспектора — в замке ночами стали появляться таинственные фигуры — высокая бледная женщина и зловещего вида тип в высокой шляпе и акульими зубами. Начав расследование, инспектор обнаруживает, что тело Роджера Бальфура исчезло из гробницы. А вскоре появляются свидетели, утверждающие, что видели в замке живого сэра Бальфура…
Напуганный этими слухами и мыслями о том, что его дядя стал вампиром, наследник имения сэр Джеймс соглашается помочь инспектору в расследовании. В замке он встречает зловещего незнакомца, который гипнотизирует его. Под гипнозом сэр Джеймс в точности повторяет те действия, которые он совершил в ночь смерти сэра Роджера — а именно убийство своего дяди. Оказывается, появление таинственных личностей было подстроено инспектором: он нанял актёров, которые должны были изображать вампиров, и благодаря им завлёк сэра Джеймса в ловушку.

## В ролях
- Лон Чейни — Эдвард Берк
- Марселин Дэй — Люсиль Бальфур[1]
- Генри Вольтхолл — Джеймс Хэмлин[1]
- Полли Моран — мисс Смитсон[1]
- Эдна Тиченор — Луна[1]

## Релиз и сборы
- Премьерный показ фильма в Нью-Йорке состоялся 3 декабря 1927 года.
- Фильм вышел в широкий прокат в США 17 декабря 1927 года.
- Фильм пользовался большой популярностью и собрал в прокате около 500 тысяч долларов, став самым коммерчески успешным из совместных проектов Тода Браунинга и Лона Чейни.

## Интересные факты
- Для создания образа «Гипнотизёра» Лон Чейни использовал два зубных протеза — из настоящих акульих зубов и деревянный. Эти устройства было практически невозможно носить дольше 10-15 минут, потому как от них сводило челюсти, в связи с чем на съемочной площадке постоянно дежурил врач.
- Фильм Тода Браунинга «Знак вампира» (Mark of the Vampire, 1935) является авторским звуковым ремейком «Лондона после полуночи»[2].
- Фильм считается утраченным. Последняя известная его копия полностью погибла во время пожара в фильмохранилище студии Metro-Goldwyn-Mayer в 1967 году[3]. Хотя существует фотореконструкция этого фильма по сохранившимся кадрам и сценарию, сделанная для показа по телевидению в 2002 году режиссёром Риком Шмидлином[4]. Реконструкция доступна также в качестве приложения к DVD-изданию коллекции фильмов Лона Чейни[5].
- Сохранился 9-секундный фрагмент фильма с Лоном Чейни[6].